# Stadtbahn van Karlsruhe

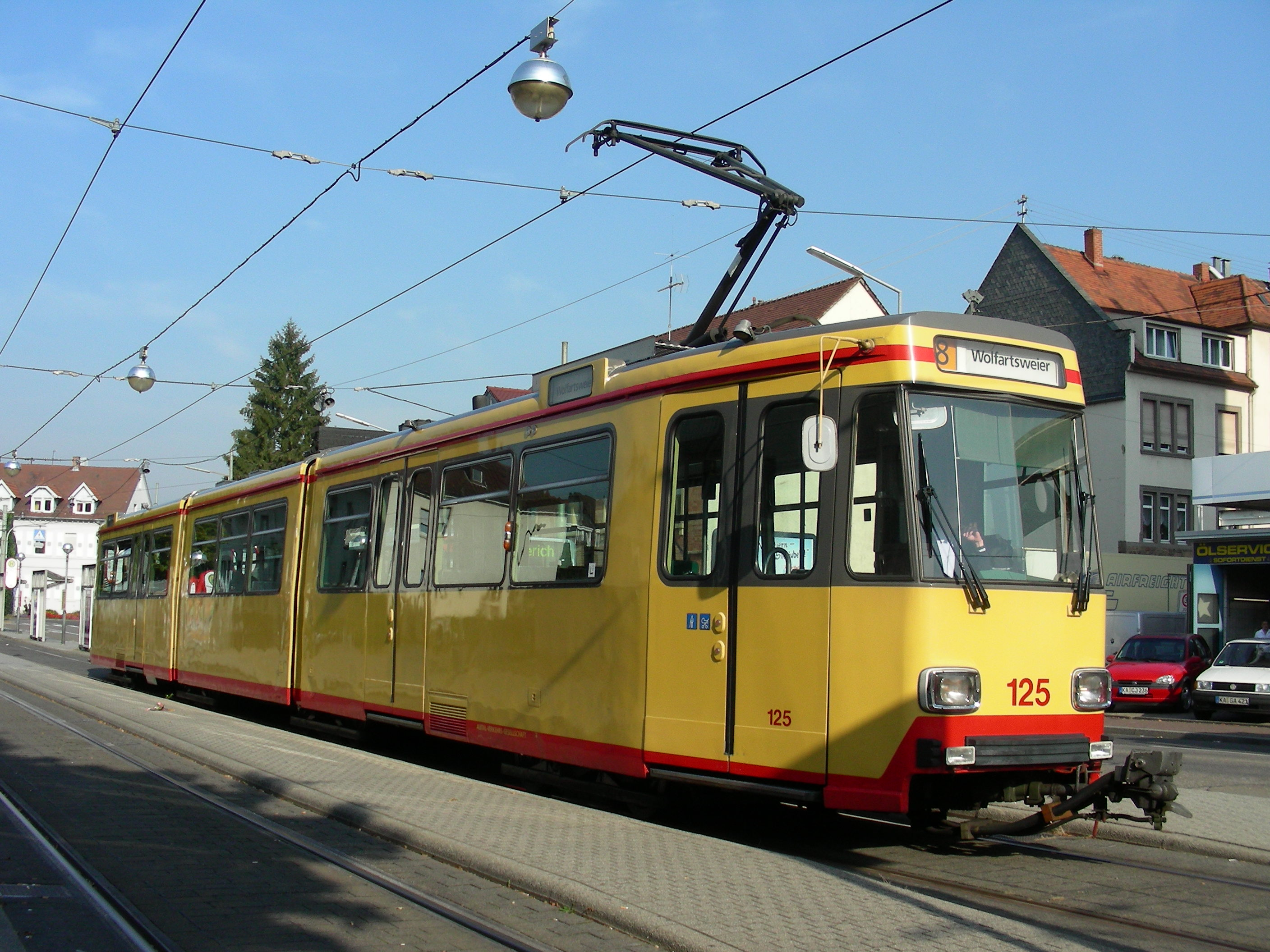
Type GT8-70C

De Stadtbahn van Karlsruhe is samen met de tram van Karlsruhe het belangrijkste vervoermiddel in het openbaar vervoer van de Duitse stad Karlsruhe. Het vormt ook een aanmerkelijk deel van het railvervoer in Baden-Württemberg, naast de DB. Het normaalsporige net met een lengte van 504 kilometer wordt door de Albtal-Verkehrs-Gesellschaft (AVG) in samenwerking met de Verkehrsbetriebe Karlsruhe (VBK) geëxploiteerd.
Op 18 april 1958 werd de Albtalbahn (een lokaalspoorweg) aangesloten op het tramnet van Karlsruhe, waarmee het begin werd gelegd van het Karlsruher Model. Het is daarmee een tramtrein, waarbij met enige aanpassingen tramvoertuigen over spoorlijnen kunnen rijden. Het netwerk voldoet daadwerkelijk aan de definitie van een Stadtbahn sinds de opening van de tramtunnel eind 2021. Sindsdien rijden de sneltrams, zoals bij ander Stadtbahn-netwerken, in het centrum ondergronds.

## Netwerk
Het totale netwerk bestaat (in 2022) uit 18 sneltramlijnen: om ze te onderscheiden van de reguliere tramlijnen, wordt het nummer vooraf gegaan door een hoofdletter S. Zo werd bijvoorbeeld de Albtalbahn, lijn A, in 1994 hernoemd tot S1.

## Materieel
In Karslruhe was het gebruikelijk elk nieuw tramtype een naam te geven met onder andere de maximumsnelheid in km/u (80 en 100) erin verwerkt. De nieuwste types hebben echter het jaar van bestelling (2010 en 2012) in de naam. Peildatum is februari 2022.

### Huidig
- GT8-80C Tussen 1987 en 1992 werd door Duewag 40 sneltrams van het type GT8-80C geleverd, een deel werd verlengd uit de kortere GT8-60C. Dit type is afgeleid van de in Duitsland veel gebouwde Stadbahnwagen B. Er zijn er nog maar 2 van in dienst.
- GT8-100C/2S Tussen 1991 en 1995 werd door Duewag 34 sneltrams van het type GT8-100C/2S geleverd. Er zijn er nog 30 van in dienst.
- GT8-100D/2S-M Tussen 1997 en 2005 werd door Duewag 86 sneltrams van het type GT8-100D/2S-M geleverd. Een deel is geleverd met panoramaruiten, een deel is uitgerust met WC's, drie stuks hebben een restauratieafdeling. Er zijn er nog 85 van in dienst.
- ET 2010 Tussen 2012 en 2021 werd door Bombardier 62 sneltrams van het type Flexity Swift ET 2010 geleverd. Een deel is uitgerust met WC's, er is nog een optie op 15 stuks. Ze zijn nog allemaal in dienst.
- NET 2012 Van 2017 tot 2019 werden bij Vossloh 40 lagevloertrams van het type Citylink Net 2012 geleverd. Ze zijn nog allemaal in dienst.

### Voormalig
- GT8-70C In 1975 werd door Waggon Union 4 gelede trams van het type GT8-EP geleverd. Deze werden in 2001-'03 tot GT8-70C hernoemd. Het type was voor de tijd modern van uiterlijk. Er is een exemplaar als museumstuk behouden. De tram van Darmstadt schafte op basis van deze 4 trams maar liefst drie series aan (ST10/11/12) van in totaal 24 stuks.

## Galerij

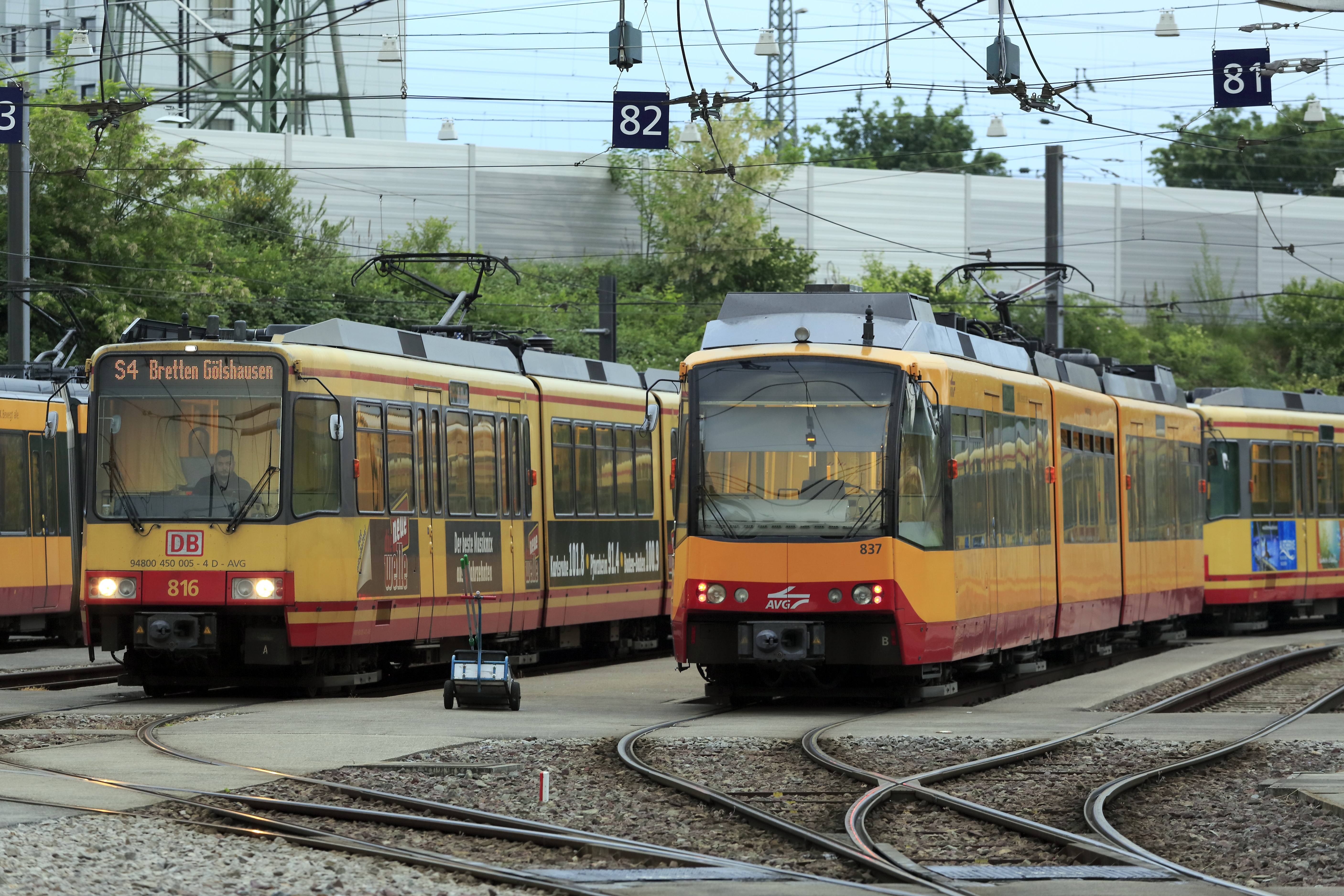
Twee trams bij het Albtalbahnhof.
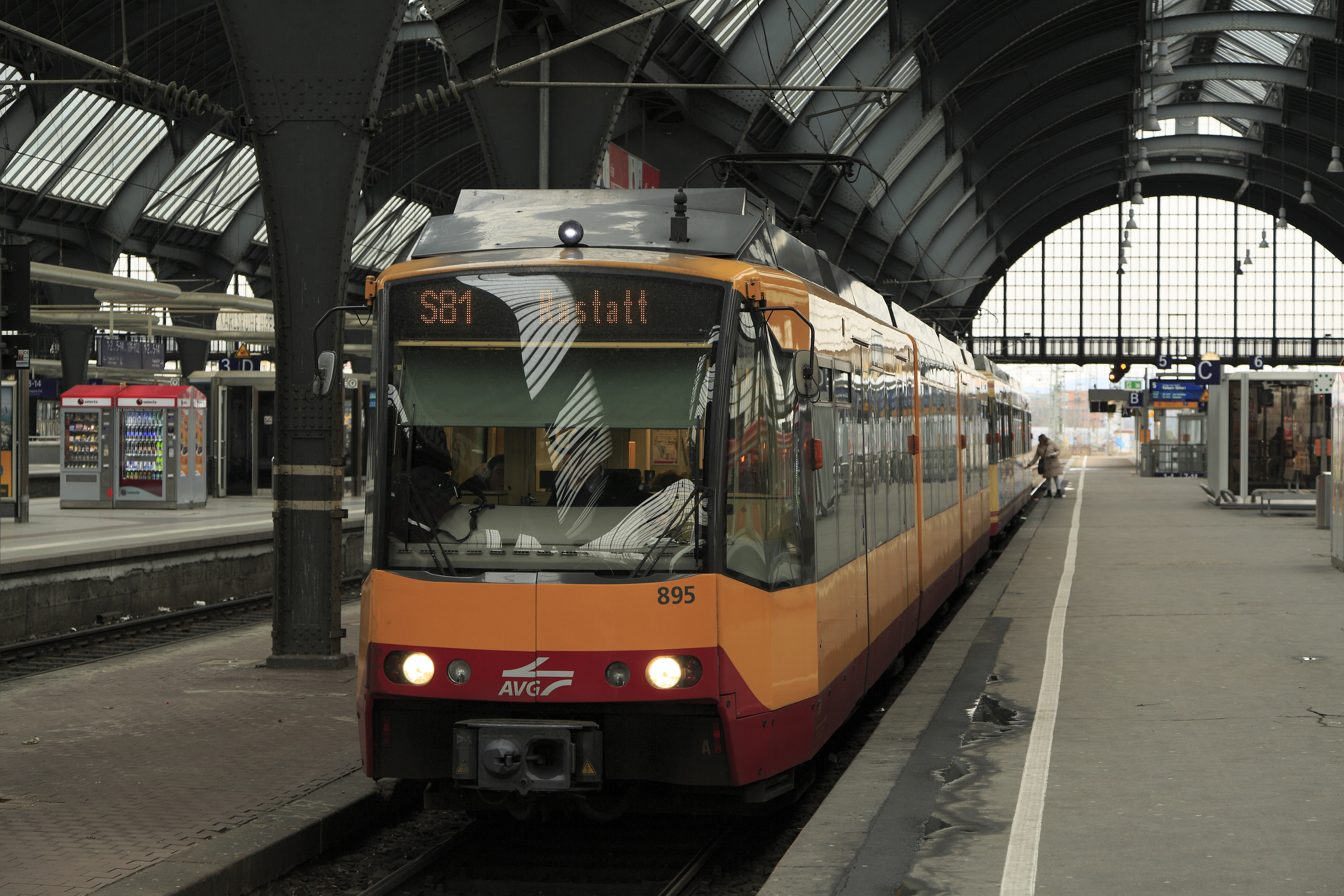
Een tram in het treinstation van Karlsruhe.
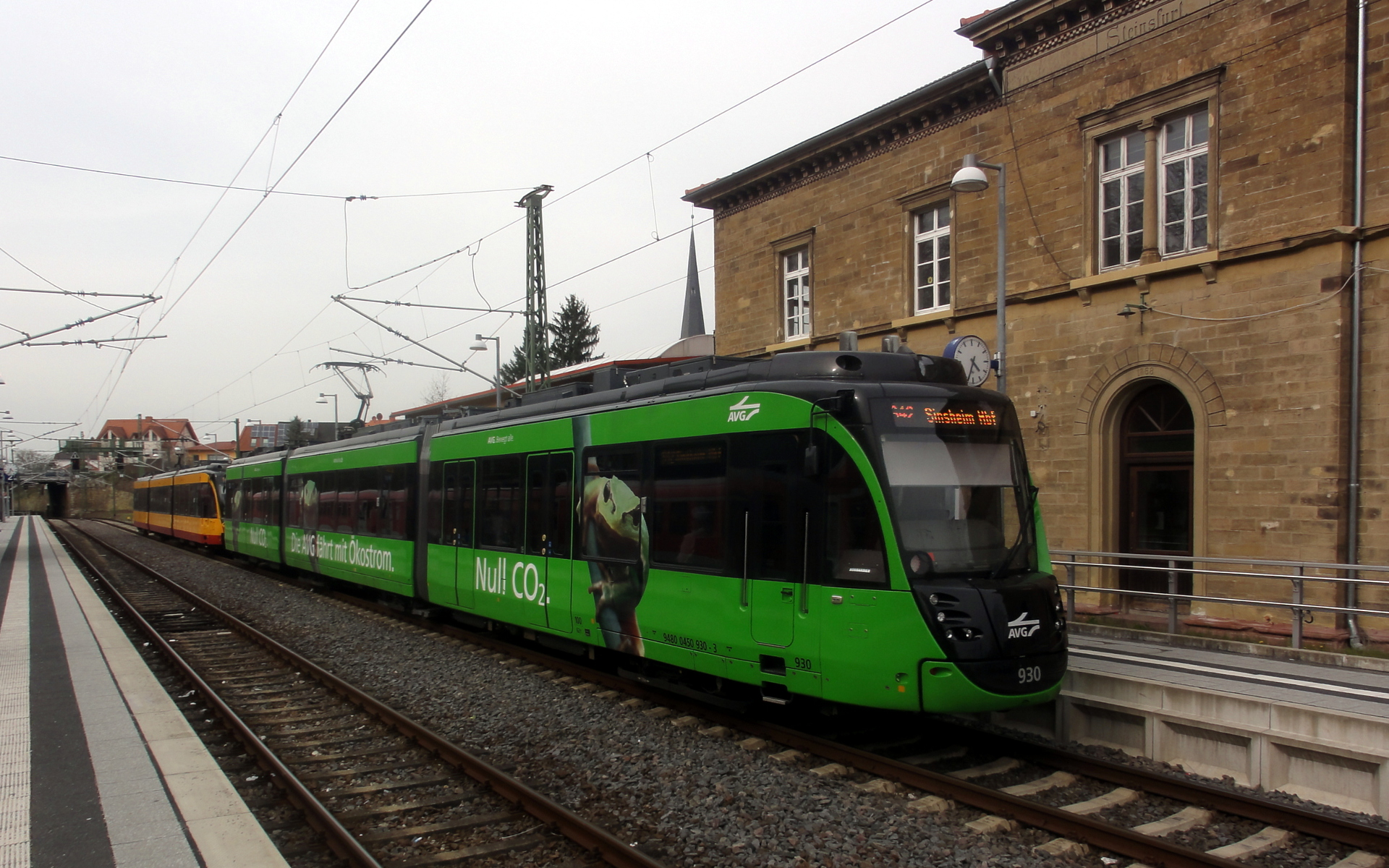
Gekoppelde sneltrams in Steinsfurt.
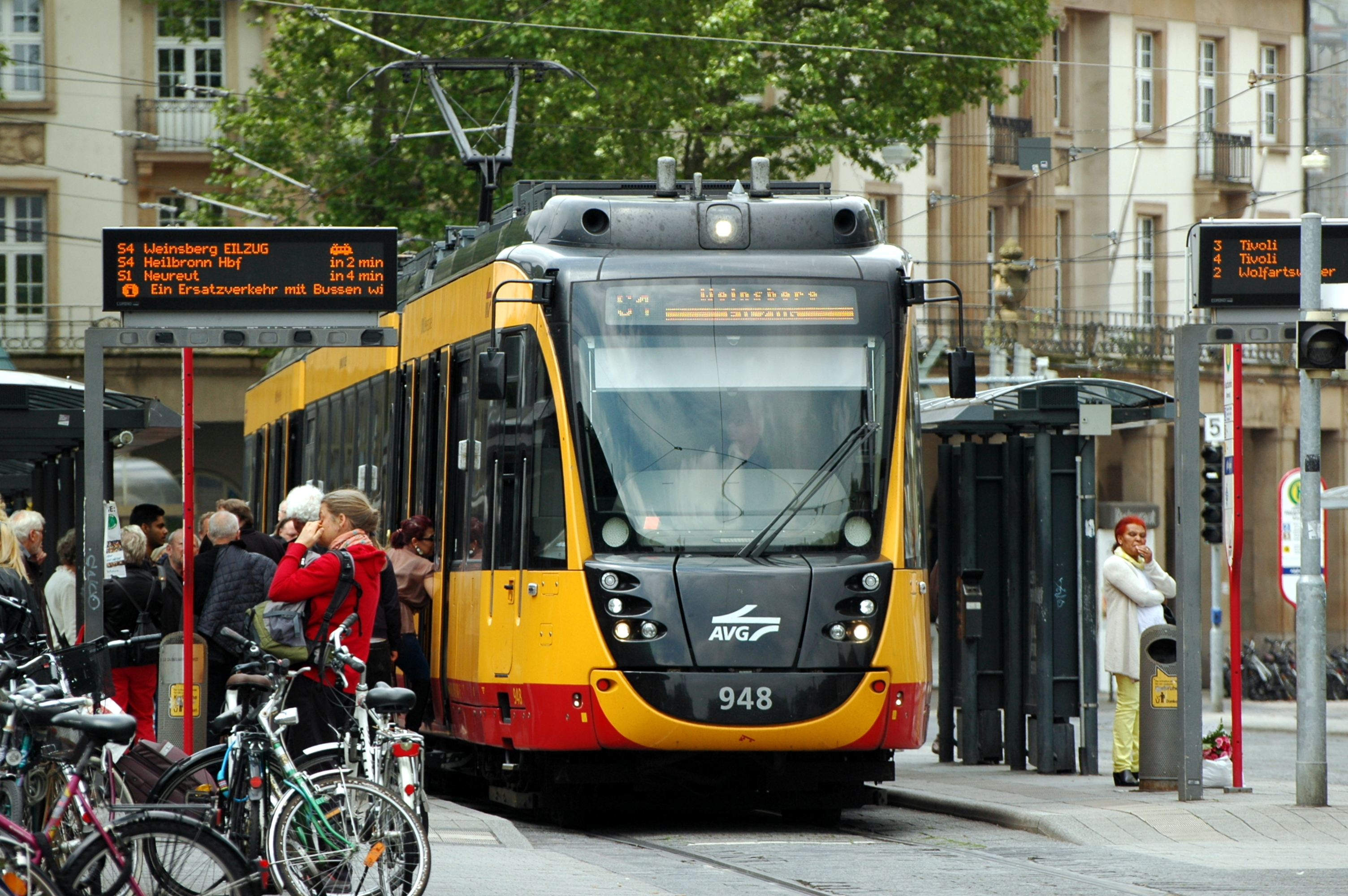
Een sneltram in het centrum van Karlsruhe.
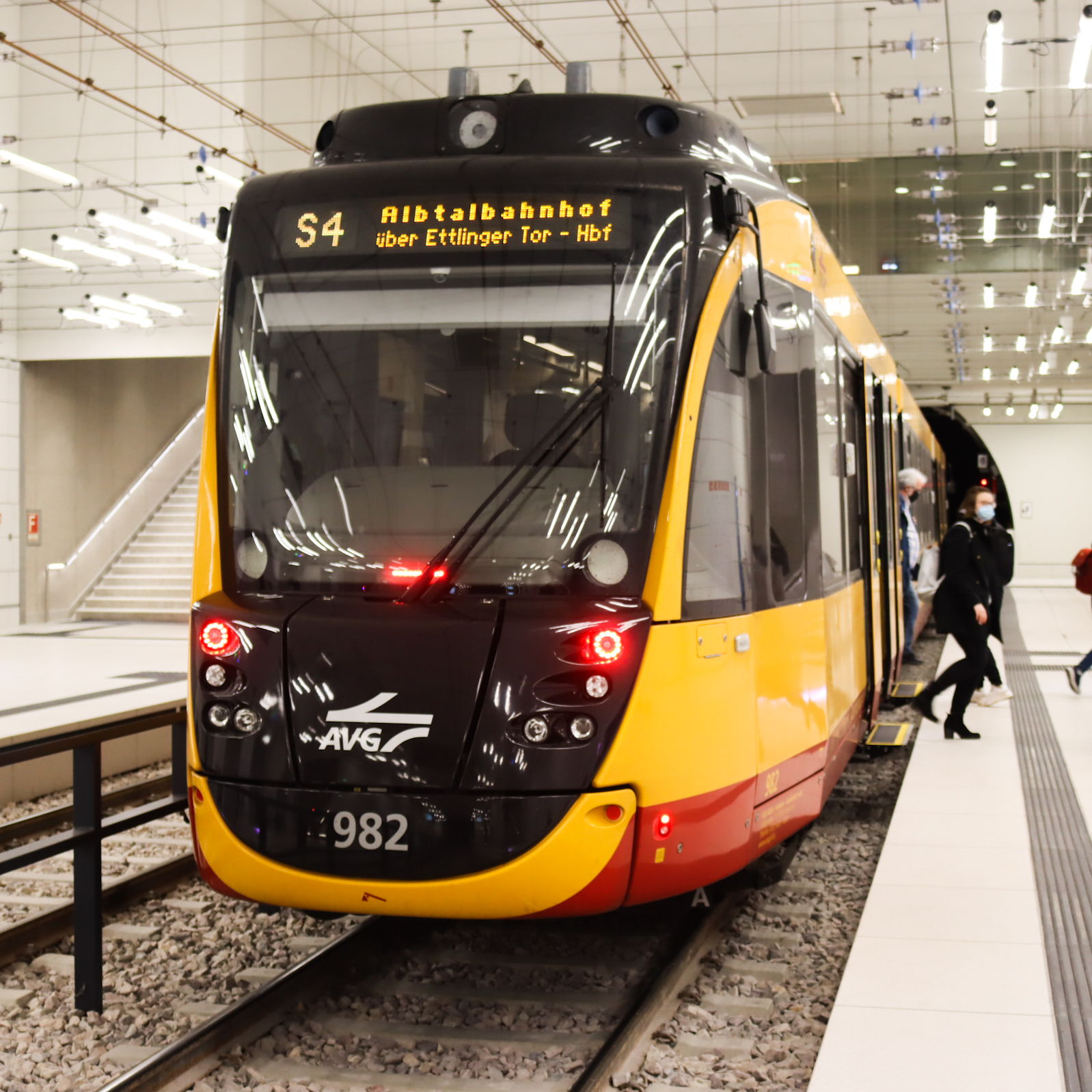
Een tram in de tunnel in het centrum van Karlsruhe.
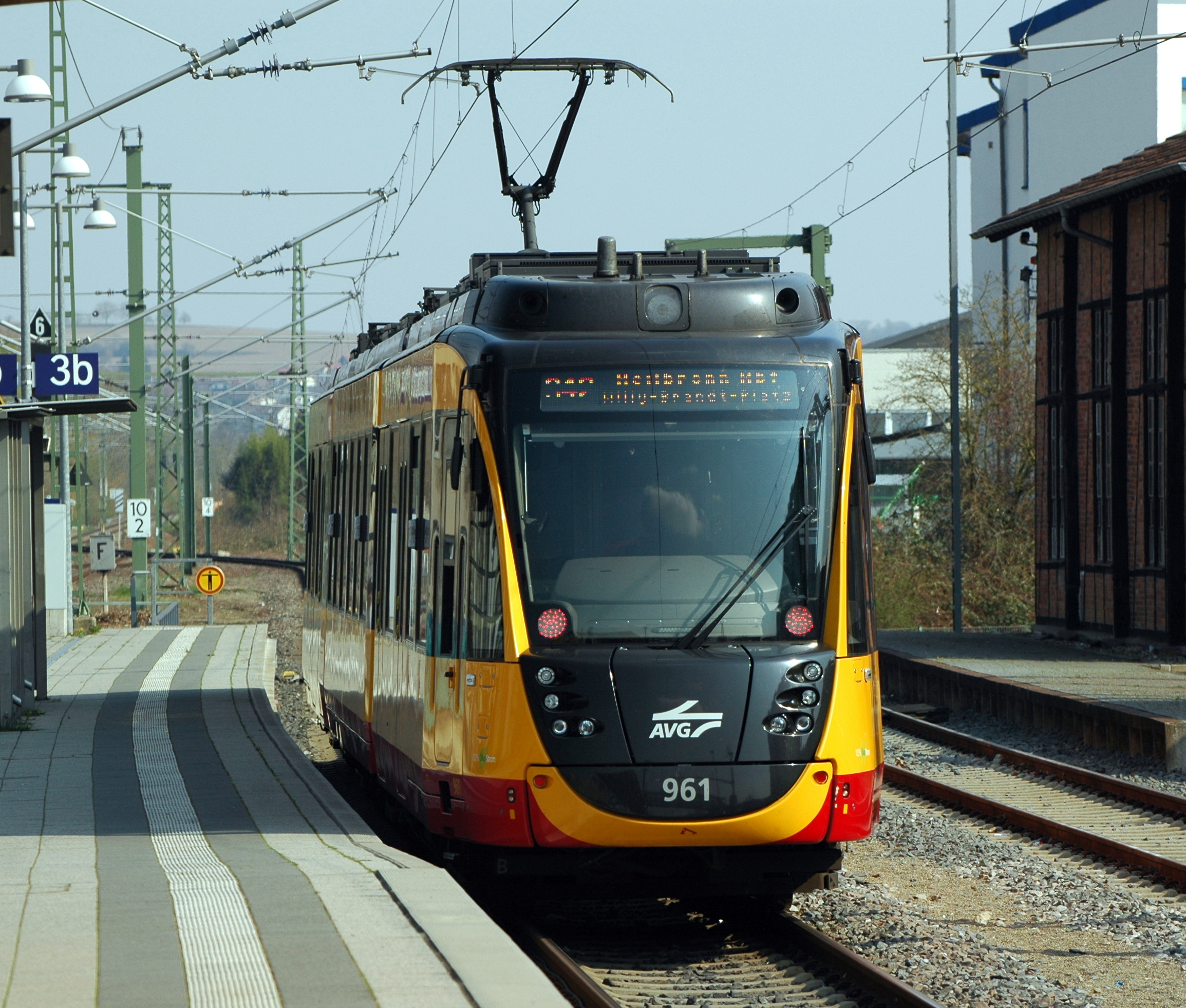
Sommige treinstations hebben een deels verlaagd perron.